# Arroio Forromeco
Arroio Forromeco är ett vattendrag i Brasilien.   Det ligger i delstaten Rio Grande do Sul, i den södra delen av landet, 1 600 km söder om huvudstaden Brasília.
I omgivningarna runt Arroio Forromeco växer i huvudsak städsegrön lövskog. Runt Arroio Forromeco är det ganska tätbefolkat, med 192 invånare per kvadratkilometer.